# Hydrellia vidua
Hydrellia vidua är en tvåvingeart som beskrevs av Cresson 1932. Hydrellia vidua ingår i släktet Hydrellia och familjen vattenflugor. Inga underarter finns listade i Catalogue of Life.